# Валь-де-Травер (Невшатель)
Валь-де-Травер (фр. Val-de-Travers NE) — місто в Швейцарії в кантоні Невшатель.

## Географія
Місто розташоване на відстані близько 65 км на захід від Берна, 26 км на захід від Невшателя.
Валь-де-Травер має площу 124,7 км², з яких на 6,1 % дозволяється будівництво (житлове та будівництво доріг), 42,5 % використовуються в сільськогосподарських цілях, 50,7 % зайнято лісами, 0,8 % не є продуктивними (річки, льодовики або гори).

## Демографія
2019 року в місті мешкало 10 667 осіб (-1,3 % порівняно з 2010 роком), іноземців було 19,4 %. Густота населення становила 86 осіб/км².
За віковим діапазоном населення розподілялося таким чином: 19,8 % — особи молодші 20 років, 57,2 % — особи у віці 20—64 років, 23 % — особи у віці 65 років та старші. Було 5048 помешкань (у середньому 2,1 особи в помешканні).
Із загальної кількості 5442 працюючих 306 було зайнятих в первинному секторі, 2415 — в обробній промисловості, 2721 — в галузі послуг.